# 評論轟炸
評論轟炸（英語：review bomb，或稱差评轰炸、差评炸弹、負評轟炸、負評炸彈）是一種網路現象，指一大群人在某些具備使用者評論系統的網站上針對某件產品（諸如電子遊戲、電影）留下負面評論，以造成打擊銷量或名聲的效果。
這種現象發生的原因可能是該產品的內容讓玩家不滿，想藉由評論轟炸方式來讓更多人關注到產品的問題。比方說有一款電子遊戲出現大量的程式錯誤但遊戲公司沒有立即處理，玩家透過其他溝通管道也無法解決問題，之後就開始在具備評論系統的網站留下大量負評，以迫使遊戲公司注意到這些問題。但另一方面，有時評論轟炸的起因並不一定與產品內容有直接關聯，甚至與該產品本身無關，可能也帶有脅迫或網路白目的性質。比方在2017年曾發生大量玩家在一款電子遊戲《DOTA 2》的Steam商店頁留下負評，原因卻是同家開發商的另一款遊戲《戰慄時空》可能不會再推出續作。
隨著越來越多網路使用者在產品販售的主流網路商城（諸如Amazon.com、Steam、Google Play）留下評價，再加上大部分的評論系統都缺乏有效的管理與監督，導致評論轟炸的情況變得更加普遍。以PC遊戲領域為例，Steam平台最常發生這類轟炸事件。Steam是現今PC遊戲數位發行的主流管道，此外對於獨立遊戲來說Steam的評論系統時常是重要的反饋機制，有時甚至是增加曝光度的最直觀方式。雖然評論轟炸可能會導致遊戲銷量或人氣的衰退，但有時反而會帶來意外的正面效果，例如原本乏人問津的遊戲在轟炸事件後反而吸引來不少好奇的玩家。
針對這些評論轟炸，有時商城或網站會主動採取干預與處理。舉例來說，2017年Valve公司在Steam評價系統中開始加入統計圖表功能，圖表會顯示出一款遊戲評價隨著時間發生的變化，此外使用者也可以手動設定並篩選出特定時段內的評價。Valve認為這種方式有助於Steam使用者觀察到短時間內發生的評論轟炸，直接封鎖或刪減原本的評價機制反而不是最佳的解決方式。

## 知名案例

### 電子遊戲
- 2008年，由於EA旗下遊戲《Spore》PC版採用的DRM（數位版權管理）設計不良，給玩家帶來不少困擾，許多人開始在Amazon.com網站給該遊戲留下最低的一星評分，結果網站上的平均分數變得極低。[5]
- 2011年，《堡壘》與《玩具兵團：冷戰（英语：Toy Soldiers: Cold War）》等遊戲在Metacritic網站上突然遭到不明原因的評論轟炸，大量沒有文字內容的零分評價瞬間拉低了遊戲的平均分數，最後站方刪除了這些惡意負評與帳號。[6]
- 2012年，大量玩家在Metacritic網站上給予《效應3》負評，由於該作在遊戲性上的不足、缺乏創新、部分劇情包含在付費DLC...等諸多因素導致玩家的不滿。之後Metacritic刪除了部分違反網站規定的評論。[7][8]
- 2015年，一位英國YouTuber兼遊戲評論家「TotalBiscuit」在推特上表示《泰坦之魂（英语：Titan Souls）》這款遊戲不適合他，隨後該遊戲的其中一位製作者Andrew Gleeson在推特上針對TotalBiscuit發表了一些可能帶有玩笑意味的回應。之後TotalBiscuit又宣布他不再對該遊戲作出評論，理由是受到那位製作者行為的影響導致他無法作出客觀評論。事件發生後，許多TotalBiscuit的支持者開始在《泰坦之魂》的Steam評論系統留下負評，雖然TotalBiscuit本人表示他並不贊同這種報復性的負評。[9]
- 2015年，《上古卷軸V：無界天際》Steam版推出付費模組，讓玩家自製的遊戲模組能在Steam工作坊中販售。此舉引發大量玩家反彈，紛紛在Steam評論系統留下負評。[10]結果推出不到一週，Valve以及遊戲的開發商貝塞斯達軟體就宣布取消該遊戲的付費模組機制。[11][12]
- 2016年11月起，因游戏总监迈尔斯·雅各布森曾承诺中国区销量达到2万即提供官方中文化，但后来却食言。致使大量中国玩家在《足球经理2017》的Steam评论系统留下差评。游戏的差率一度超过70%。[13]
- 2017年4月，大量中國玩家在《尼爾：自動人形》的Steam評論系統留下負評，主因是Steam版剛開放中國地區購買的數小時之後遊戲定價突然調漲了大約一倍的價格，大幅度的價差讓中國玩家難以接受。此外，Steam版在歐美地區早在3月就已發售，但亞洲地區晚了一個多月才開放購買。在Steam版亞洲區發售之時，PlayStation 4平台的繁體中文版也同時發售，但在Steam平台卻並沒有更新官方中文版，讓一些Steam中國玩家覺得受到差別待遇。上述種種因素促使中國玩家爆發負評浪潮，聲浪之大足以讓Steam評價系統發生少見的一面倒變化[14] 。
- 2017年6月，《俠盜獵車手V》的母公司Take-Two要求「OpenIV」的作者下架該軟體，OpenIV是一個被廣泛運用於《俠盜獵車手V》、《俠盜獵車手Online》等遊戲的知名模組及外掛的製作工具。[15]在OpenIV下架原因曝光之後，《俠盜獵車手V》的Steam評價在一週內從「極度好評」迅速降到「壓倒性負評」。[16]直到6月底，Take-Two表示將不再針對這類合理使用、不影響多人連線的模組採取法律行動，OpenIV再度開放使用。[17]
- 2017年8月，Valve旗下遊戲《Dota 2》意外遭到評論轟炸，起因是一位曾撰寫《戰慄時空系列》劇本的前Valve編劇Marc Laidlaw在其個人部落格發表了一篇同人小說，但小說內容被玩家認為其實是多年來都仍未推出的《戰慄時空2：三部曲》之劇情大綱。雖然《Dota 2》與這次事件並無關聯，但有些玩家認為《Dota 2》的興盛導致Valve放棄推出《戰慄時空系列》的續作，所以透過負評手段來表達對於V社長期以來未推出單機遊戲續作的不滿。[3][18]
- 2017年9月，YouTuber「PewDiePie」在實況中不經意的喊出一個「N字頭」的種族歧視用語，雖然他在口誤後就立刻道歉，但仍引發不少爭議。遊戲開發商Campo Santo（英语：Campo Santo (company)）的創辦人Sean Vanaman（英语：Sean Vanaman）對於該種族歧視事件感到不滿，隨後憑藉數位千禧年著作權法向Youtube申訴下架PewDiePie的所有《看火人》相關影片。影片下架後，PewDiePie的支持者開始在《看火人》的Steam商店頁留下負評，以表達對開發商強制下架影片的憤怒，其中也包含對於社會正義戰士與濫用審查制度的不滿。[19][18]
- 2017年9月底，《絕地求生》的Steam版遭到大量評論轟炸，負評主要來自中國玩家，起因是「網路加速器廣告事件」。由於中华人民共和国互联网環境限制，在遊玩外國的多人遊戲時，中國玩家有時會使用VPN來獲得更流暢的連線體驗。在9月底某次更新過後，《絕地求生》官方直接在遊戲內加入了一則廣告，宣傳一家中國廠商的VPN，這讓中國玩家相當不滿，認為官方沒有從根本上改善遊戲本身的伺服器問題，卻想讓玩家額外花錢購買VPN。直到10月初，官方移除了VPN廣告並向中國玩家致歉。[20][18]
- 2017年10月，《坎巴拉太空計劃》在Steam上遭到大量中國玩家的負評，起因最初是6月有一名網友在該遊戲的Steam討論區發文表示遊戲的中文化存在性別歧視。遊戲中有一個句子在中文版被翻譯為「不到Mun非好漢」，參考自毛澤東的詩句「不到長城非好漢」。這名網友認為「好漢」明顯是性別歧視並呼籲製作組修改此句，此舉引起熱烈議論，許多中國玩家反對該網友說法，認為矯枉過正。但在10月的一次更新時製作組就將這句翻譯修改為「不到Mun絕不罷休」，引發中國玩家不滿，認為製作組向女權主義妥協了。[21][22]
- 2018年9月，《全軍破敵：羅馬II》在Steam上遭到大量玩家負評。這款2013年就已發售的遊戲在2018年期間仍然在Steam上推出不少更新，某次更新後在遊戲中有一定機率會出現女性將領。同年8月，有玩家宣稱遊戲更新後女性將領出現的機率大幅增加，並貼出一張軍隊全部都是女性將領的遊戲截圖，激起其他玩家的抱怨，認為這更新不符史實。面對抱怨，官方的一位女性社群管理員回應表示「他們的遊戲在歷史方面是可信的，而非準確的」並建議不滿意的玩家可以用模組修改遊戲內容或者不要玩。在Steam討論區的熱烈爭論以及某些網站、YouTuber的推波助瀾之下，大量負評湧入Steam，負評充斥著對政治正確的抱怨、不滿官方對玩家的回應態度、甚至要求解雇那名回應玩家的女管理員。9月底官方發表聲明，解釋說他們並沒有改動女性將領出現的機率，女性將領出現的預設機率其實很低，而且這項機率可由玩家自行修改。此外也有Youtuber實際測試發現與官方說法相符，這表示當初8月時那位玩家的說法與遊戲截圖可能誤導了其他玩家。[23][24]
- 2019年1月，發行商Deep Silver宣布預定2月推出的《戰慄深隧：流亡》PC版將改在Epic Games商城獨佔發售，在此之前遊戲原本已在Steam上架並開放預購，但現在變成獨佔一年後才會在Steam上發售。雖然之前已預購Steam版的玩家仍然能透過Steam來遊玩，但發行商的決定仍引發玩家不滿。系列前作《戰慄深隧》與《戰慄深隧：最後曙光》的Steam頁面開始出現大量負評，顯示出玩家對於獨佔發售策略以及Epic Games商城的強烈不滿。[25]此外，由於Epic Games商城在中國屬於鎖區狀態，因此這次的獨佔發售對於中國玩家影響格外重大。[26]
- 2019年2月，由赤燭遊戲製作的獨立遊戲《還願》於發售數日之後在Steam上遭到大量中國大陸玩家的負評轟炸，連帶影響赤燭的另一款《返校》也受到大量Steam負評。起因是在《還願》的場景中有一張符咒上寫著「習近平小熊維尼」的篆體印章，符咒旁則寫著「呢嘛叭唭」，涉嫌侮辱中國共產黨中央委員會總書記（最高領導人）習近平。引發部分中國大陸玩家不滿與反彈，至使已購買此遊戲的大陸玩家在Steam評價區發出負評，使遊戲評級一度降为“多半差评”[27]事後赤燭遊戲發表道歉聲明，此外中國網路社群出現相關言論封鎖，《還願》的投資方唯晶科技、中國大陆代理商Indievent也宣布與赤燭遊戲終止合作[28]。隨後《還願》與《返校》在Steam中的中國區變成鎖區狀態[28]。2月26日，《還願》遊戲本體在Steam平台上全面暫時下架。
- 2020年6月，由顽皮狗制作的《最后生还者 第II章》发售，虽然在业界媒体中获得了绝大部分媒体的高度赞誉，但游戏在游戏评分综合网站Metacritic上的玩家评分最低仅有3.3/10分。有說法認為造成這一現象跟游戏在剧情设定方面处理过于激进和前期宣传有误导有關。[29][30]
- 2020年3月18日，《尼尔：机械纪元》登陆Windows商城和Xbox Game Pass，是用Xbox One平台“成神版”进行移植。Steam版玩家发现该移植版修复了Steam版上存在的大量问题，引发Steam版玩家的不满并在Steam平台发出大量差评。[31]
- 2021年5月底，Creative Assembly宣布完成《全面战争：三国》所有内容已完成，终止后续开发。引发玩家不满。自5月27日起在Steam平台遭遇大量差评。[32]
- 2024年5月，由ArrowHead开发并由索尼PlayStation发行的《绝地潜兵2》要求Steam版玩家未来将必须绑定PlayStation Network账号才可以游戏，此举受到了Steam版本玩家的强烈反对，仅3日在游戏Steam商店给出超过21万份差评，使得索尼方面在几天后最终撤回了该决定。[33]

### 電影
- 2019年2月，《驚奇隊長》上映前，爛番茄網站上該片的「想看」指數一度跌至28%[34]。新聞報道稱此現象源自眾多行動主義者對影片進行負評轟炸，攻擊曾多次發表女權主義言論的主演[35]。隨後，爛番茄網站關閉了「想看」指數，其母公司Fandango表示該變動是為了重新設計網站[34]。